# Jadwiga
Jadwiga ist ein polnischer und obersorbischer weiblicher Vorname, abgeleitet von Hedwig.

## Namensträger
- Jadwiga Barańska (1935–2024), polnische Schauspielerin
- Jadwiga Emilewicz (* 1974), polnische Politikerin
- Jadwiga Grabowska-Hawrylak (1920–2018), polnische Architektin
- Jadwiga Jagiellonka (1457–1502), deutsch Hedwig Jagiellonica, Tochter des Königs von Polen
- Jadwiga Jankowska-Cieślak (1951–2025), polnische Schauspielerin
- Jadwiga Jędrzejowska (1912–1980), polnische Tennisspielerin
- Jadwiga Kotnowska (* 1957), polnische Flötistin
- Jadwiga Lipińska (1932–2009), polnische Ägyptologin
- Jadwiga Łuszczewska (1834–1908), polnische Schriftstellerin
- Jadwiga Piłsudska (1920–2014), polnische Pilotin und Tochter von Józef Piłsudski
- Jadwiga Rappé (1952–2025), polnische Sängerin (Altistin)
- Jadwiga Sarnecka († 1913), polnische Komponistin
- Jadwiga Szmidt (1889–1940), polnisch-russische Pionierin der Radioaktivitäts- und Elektrotechnikforschung
- Jadwiga Szubartowicz (1905–2017), polnische Supercentenarian
- Jadwiga Wajs (1912–1990), polnische Leichtathletin
- Jadwiga Wiśniewska (* 1963), polnische Politikerin
- Jadwiga Wołoszyńska (1882–1951), polnische Botanikerin und Hochschullehrerin
- Jadwiga Zakrzewska (* 1950), polnische Politikerin
- Jadwiga Zak-Stewart (* 1912), polnische Altersrekordlerin und älteste in Polen lebende Person